# ایپیلادانا
ایپیلادانا (به لاتین: Ipiladana) یک منطقهٔ مسکونی در سری‌لانکا است که در استان مرکزی (سری‌لانکا) واقع شده‌است.